# جون شيبرد الثالث
جون شيبرد الثالث (بالإنجليزية: John Shepard III)‏ هو مدير أمريكي، ولد في 19 مارس 1886 في بروفيدنس في الولايات المتحدة، وتوفي في 11 مايو 1950.